# Ammar Helac
Ammar Helac (* 13. Juni 1998 in Linz) ist ein österreichischer Fußballspieler.

## Karriere

### Verein
Helac begann seine Karriere beim ASKÖ Donau Linz. Ab 2012 spielte er zusätzlich in der AKA Linz, wo er 2016 zuletzt zum Einsatz kam.
Im August 2014 stand er gegen die SU St. Martin erstmals im Kader der Kampfmannschaft von Donau Linz. Im März 2016 debütierte er schließlich in der OÖ Liga, als er am 16. Spieltag der Saison 2015/16 gegen den SC Marchtrenk in der Startelf stand.
Zur Saison 2017/18 wechselte Helac zum Zweitligisten FC Blau-Weiß Linz, bei dem er einen bis Juni 2019 gültigen Vertrag erhielt. Sein Debüt in der zweiten Liga gab er im November 2017, als er am 18. Spieltag jener Saison gegen die WSG Wattens in der 24. Minute für den verletzten Hidajet Hankic eingewechselt wurde.
Zur Saison 2020/21 wechselte er zum Bundesligisten FK Austria Wien, bei dem er einen bis Juni 2023 laufenden Vertrag erhielt. In Wien konnte er sich jedoch nie gegen Patrick Pentz durchsetzen, der in Helac’ zwei Jahren bei der Austria jeweils zum besten Tormann der Liga gekürt wurde, und wechselte sich mit Mirko Kos als Ersatztormann ab. Helac kam nicht ein Mal zum Einsatz für die Bundesligamannschaft, für die Reserve absolvierte er insgesamt 14 Zweitligapartien.
Im Juli 2022 wechselte er innerhalb der Bundesliga zum SC Austria Lustenau, bei dem er einen bis Juni 2023 laufenden Vertrag unterschrieb. In Lustenau kam er als Ersatz hinter Domenik Schierl insgesamt zu drei Einsätzen im Oberhaus, aus dem Lustenau aber 2024 abstieg.
Daraufhin wechselte Helac zur Saison 2024/25 zum Bundesligisten SCR Altach, bei dem er einen bis 2025 laufenden Vertrag erhielt. Für Altach hütete er dreimal in der Bundesliga das Tor. Zur Saison 2025/26 wechselte er weiter innerhalb der Liga zum TSV Hartberg, bei dem er einen bis 2026 laufenden Kontrakt erhielt.

### Nationalmannschaft
Helac debütierte im März 2019 gegen Norwegen für die österreichische U-20-Auswahl. Im November 2019 spielte er gegen Ungarn erstmals für die U-21-Mannschaft.